# Lijst van gemeenten in Osmaniye
Onderstaande lijst bevat alle gemeenten (2000) in de Turkse provincie Osmaniye.
| District   | Gemeente   |
| ---------- | ---------- |
| Bahçe      | Bahçe      |
| Düziçi     | Atalan     |
| Düziçi     | Böcekli    |
| Düziçi     | Düziçi     |
| Düziçi     | Ellek      |
| Düziçi     | Yarbaşı    |
| Hasanbeyli | Hasanbeyli |
| Kadirli    | Kadirli    |
| Osmaniye   | Cevdetiye  |
| Osmaniye   | Kırmıtlı   |
| Osmaniye   | Osmaniye   |
| Sumbas     | Alibeyli   |
| Sumbas     | Mehmetli   |
| Sumbas     | Sumbas     |
| Toprakkale | Toprakkale |
| Toprakkale | Tüysüz     |